# Thrypticus abditus
Thrypticus abditus är en tvåvingeart som beskrevs av Becker 1922. Thrypticus abditus ingår i släktet Thrypticus och familjen styltflugor. Inga underarter finns listade i Catalogue of Life.